# Witold Dołęga-Otocki
Witold Dołęga-Otocki (ur. 29 lutego?/12 marca 1872 w Jekatierynosławiu, zm. 25 września 1923 w Puławach) – pułkownik Armii Imperium Rosyjskiego, generał brygady Armii Litwy, pułkownik piechoty Wojska Polskiego.

## Życiorys
Od 1893 oficer armii rosyjskiej. Uczestnik wojny rosyjsko japońskiej 1904–1905. W 1909, w stopniu podpułkownika, pełnił służbę w 142 pułku piechoty. 12 stycznia 1916 objął dowództwo III batalionu Brygady Strzelców Polskich, ale został usunięty ze stanowiska „za swoje dążności rusyfikacyjne”.
W latach 1919–1920 jako generał służył w nowo powstającej Armii Litwy, potem przeniesiony do Wojska Polskiego. Pozostawał w dyspozycji Głównego Inspektora Piechoty i krótko dowodził brygadą piechoty na froncie wojny polsko-bolszewickiej 1919–1920. W 1920 odwołany do dyspozycji MSWojsk. Jako pułkownik wykładał w Centrum Wyszkolenia 4 Armii, później dowodził Głównym Centrum Wyszkolenia w Kobryniu, pozostając w ewidencji 79 pułku piechoty.
3 maja 1922 został zweryfikowany w stopniu pułkownika ze starszeństwem z dniem 1 czerwca 1919 w korpusie oficerów piechoty. Później pełnił służbę na stanowisku komendanta Powiatowej Komendy Uzupełnień Puławy, pozostając oficerem nadetatowym 24 pułku piechoty w Łucku. Zmarł w 25 września 1923 w Puławach, „po długich i ciężkich cierpieniach”. Pochowany 27 września 1923 na cmentarzu włostowickim.